# Gustaf Halldin
Gustaf Harald Halldin, född 20 augusti 1882 i Listerby socken, död 3 maj 1968 i Stockholm, var en svensk mariningenjör och sjöhistorisk författare.
Gustaf Halldin blev mariningenjör 1909, marindirektör av första graden 1938 och erhöll 1942 kommendörs tjänsteklass. Halldin var bland annat lärare vid Sjökrigsskolan 1916–1918, stabsingenjör i chefens för kustflottan stab 1935–1937 och chef för ingenjördepån på örlogsvarvet i Karlskrona 1938–1942. Halldin, som bedrev studier i skeppsbyggeriets och svenska flottans historia, särskilt beträffande örlogsbasen Karlskrona, skrev ett antal mindre arbeten och artiklar i ämnet, bland vilka märks Några uppgifter och bilder rörande Karlskrona örlogsvarv i gångna tider (1928), Galjonsbilder och ortnamnet på svenska örlogsskepp (i Samleren, 13, 1936), Fredrik Henrik af Chapman (i Teknisk tidskrift, 1944), Skeppsbyggmästare-mariningenjörer. Kring ett jubileum 1948 (1948), Farkoster vid Medelhavets och Västeuropas kuster till omkring 500 f.Kr. (i Sjöhistorisk årsbok, 1948), och medverkade även i Svenska flottans historia (1942–1945) med artiklar om skeppsbyggnad 1780–1814 och Karlskrona örlogsvarv 1680–1945. Halldin är gravsatt på Galärvarvskyrkogården i Stockholm.